# George S. Greene

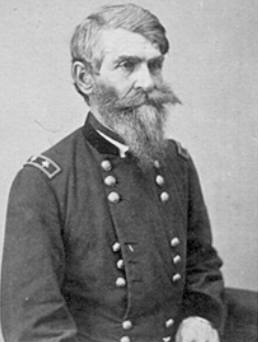
George S. Greene

George Sears Greene (* 6. Mai 1801 in Apponaug, Rhode Island; † 28. Januar 1899 in Morristown, New Jersey) war Brigadegeneral der Freiwilligen im US-Heer und vermutlich ältester aktiver Leutnant der Weltgeschichte.

## Leben
Greene stammte aus einer Kaufmannsfamilie, die in die Gründung des Bundesstaats Rhode Island involviert war. Einer seiner Verwandten war der Held des Unabhängigkeitskrieges General Nathanael Greene. Als Greene 1819 in New York arbeitete, wurde er für die Militärakademie in West Point, New York empfohlen. Er graduierte 1823. Greene wurde zum Leutnant der Artillerie befördert und blieb wegen seiner mathematischen Kenntnisse als Mathematiklehrer bis 1827 an der Militärakademie. 1828 heiratete er Mary Elizabeth Vinton. Das Paar hatte drei Kinder. Als seine Frau und die Kinder 1833 an einer Krankheit verstarben, quittierte Greene den Dienst und begann ein Leben als ziviler Ingenieur. Danach war er an vielen Projekten (unter anderem das Croton Aqueduct) beteiligt. 1837 heiratete er erneut.

## Sezessionskrieg
Im Januar 1862 wurde er zum Kommandeur des 60. New York Infanterieregiments im Dienstgrad Oberst ernannt; im April 1862 während Jacksons Shenandoah-Feldzug 1862 zum Brigadegeneral der Freiwilligen befördert. Er nahm an der Schlacht am Cedar Mountain, an der Schlacht bei Antietam und an der Schlacht bei Chancellorsville teil.

## Gettysburg
Großen Ruhm erntete Greene in der Schlacht bei Gettysburg am 2. Juli 1863, während der er an der äußerst rechten Flanke der Potomac-Armee bei Culp's Hill eingesetzt war. Der mehr beachtete Teil der Kämpfe spielte sich am anderen Ende an der äußersten linken Flanke ab, wo das 20. Maine Infanterieregiment unter Joshua Lawrence Chamberlain seine Stellung gegen das 15. Alabama Infanterieregiment verteidigte, weswegen immer mehr Truppen an die linke Flanke verlegt wurden und die rechte nicht verstärkt wurde. Dies nutzte eine konföderierte Division zum Angriff. Weil Greene als Ingenieur starke Feldbefestigungen bauen ließ, gelang es ihm den Angriff mit einer Brigade aufzuhalten. Nur einen halben Kilometer hinter Greenes Linie verlief der Hauptnachschubweg der Potomac-Armee. Dass Greene seine Stellungen hatte halten können, war von gleicher entscheidender Bedeutung für den Sieg der Potomac-Armee wie der Erfolg Chamberlains auf dem anderen Flügel.

## Weiteres Leben

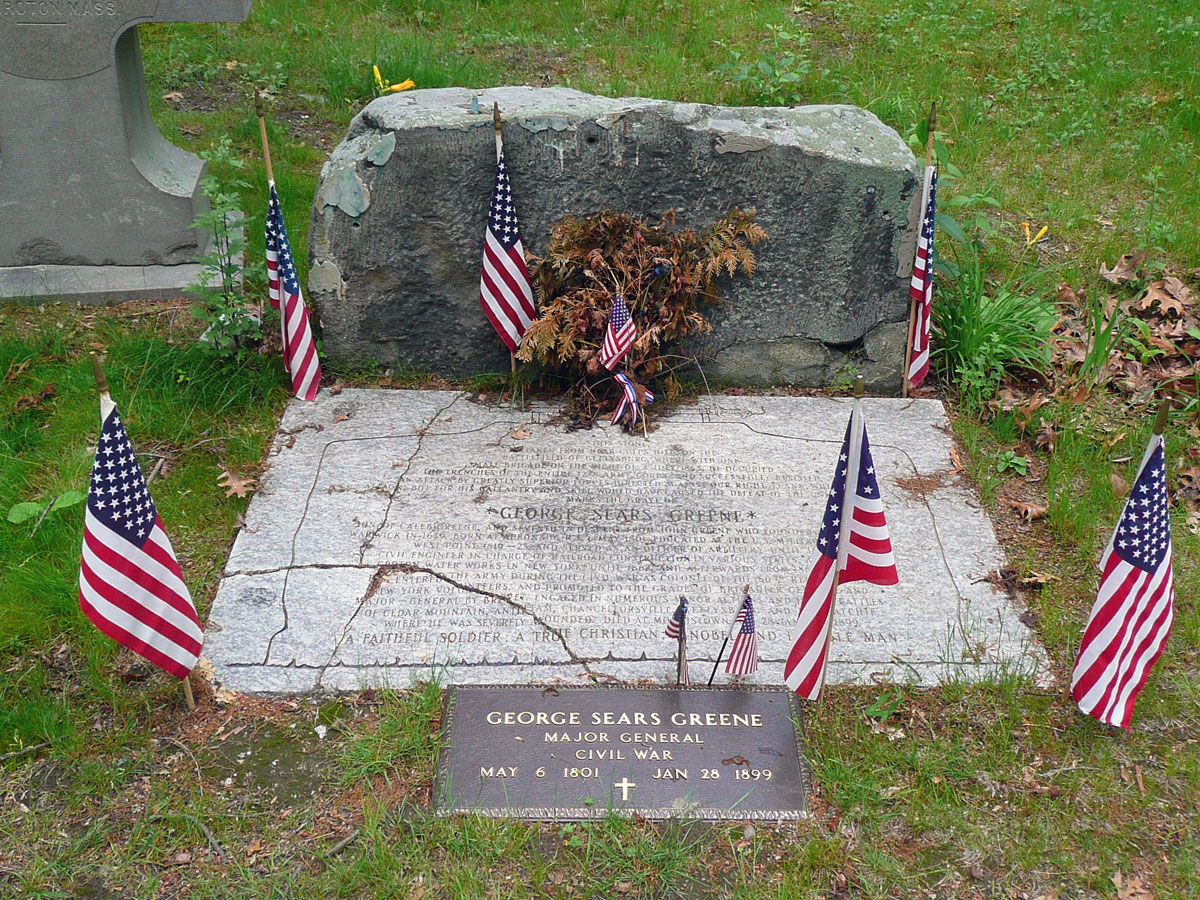
Greenes Grab in Apponaug

Im Herbst 1863 wurde Greene schwer im Gesicht verwundet und musste krankheitsbedingt einen längeren Urlaub antreten. Gegen Ende des Krieges wurde er als Brigadekommandeur bei der Einnahme von Raleigh, North Carolina eingesetzt.
Nach dem Krieg arbeitete er wieder als Ingenieur, 1892 war er der älteste der noch lebenden Unionsgenerale.
Da er seine Familie versorgt haben wollte, bat er den Kongress um eine Offizierspension. Sein Problem war, dass er zwar Brigadegeneral des längst aufgelösten Freiwilligenheeres gewesen war, aber bereits vor Jahrzehnten (1836) als Hauptmann aus dem regulären Heer ausgetreten war und keine Ansprüche bestanden. Letztlich intervenierte Daniel E. Sickles zu seinen Gunsten: Greene wurde am 18. August 1894 erneut mit dem Rang eines Leutnants in die reguläre Armee aufgenommen und schied nach 48 Stunden Dienst wieder aus. Dadurch hatte er für sich und seine Familie die Pension gesichert.

## Trivia
- Er war einer der 12 Gründungsmitglieder der American Society of Civil Engineers und von 1875 bis 1877 deren Präsident.
- Er ist sehr wahrscheinlich mit 93 Jahren der älteste aktive Leutnant der Weltgeschichte.